# Phoinix (Kreta)
Phoinix, eingedeutscht mitunter Phönix, war ein antiker Ort mit einem bedeutenden Hafen an der südwestlichen Küste der griechischen Insel Kreta beim heutigen Loutro.

## Geschichte
Eine Siedlung dort existierte von der mykenischen bis zur byzantinischen Zeit. In der byzantinischen Ära war die Stadt Sitz eines Bischofs. Es sind einige archäologische Reste (u. a. fünf frühchristliche Basiliken und Wohnhäuser) bekannt, aber noch wenig erforscht.

### Apostelgeschichte
Im Neuen Testament tritt der Ort durch seine besondere geographische Lage hervor. Paulus soll er auf seiner Reise nach Rom als Option für ein Überwinterungsquartier gedient haben, da dieser nach Südwesten und Nordwesten offen war, um so die Witterungsbedingungen für die Mannschaft des Paulus im Winter so angenehm wie möglich zu gestalten (Apg 27,12 ).
Aufgrund eines heftigen Nordoststurmes erreichte die Mannschaft um Paulus ihr Ziel jedoch nicht.(Apg 27,14 ).
Obwohl der Evangelist Lukas in seinem Doppelwerk die Lage des Hafens als nach Südwest und Nordwest offen beschreibt, ist es der Archäologie bisher noch nicht gelungen, den antiken Hafen zu lokalisieren. Ungenau ist auch die Übersetzung des im griechischen Urtext gebräuchlichen Wortes βλέποντα. In einigen Übersetzungen wird es mit „offen“, in anderen mit „geschützt“ übersetzt. Andere Wissenschaftler vermuten den Ort in Messenien.